# T-front

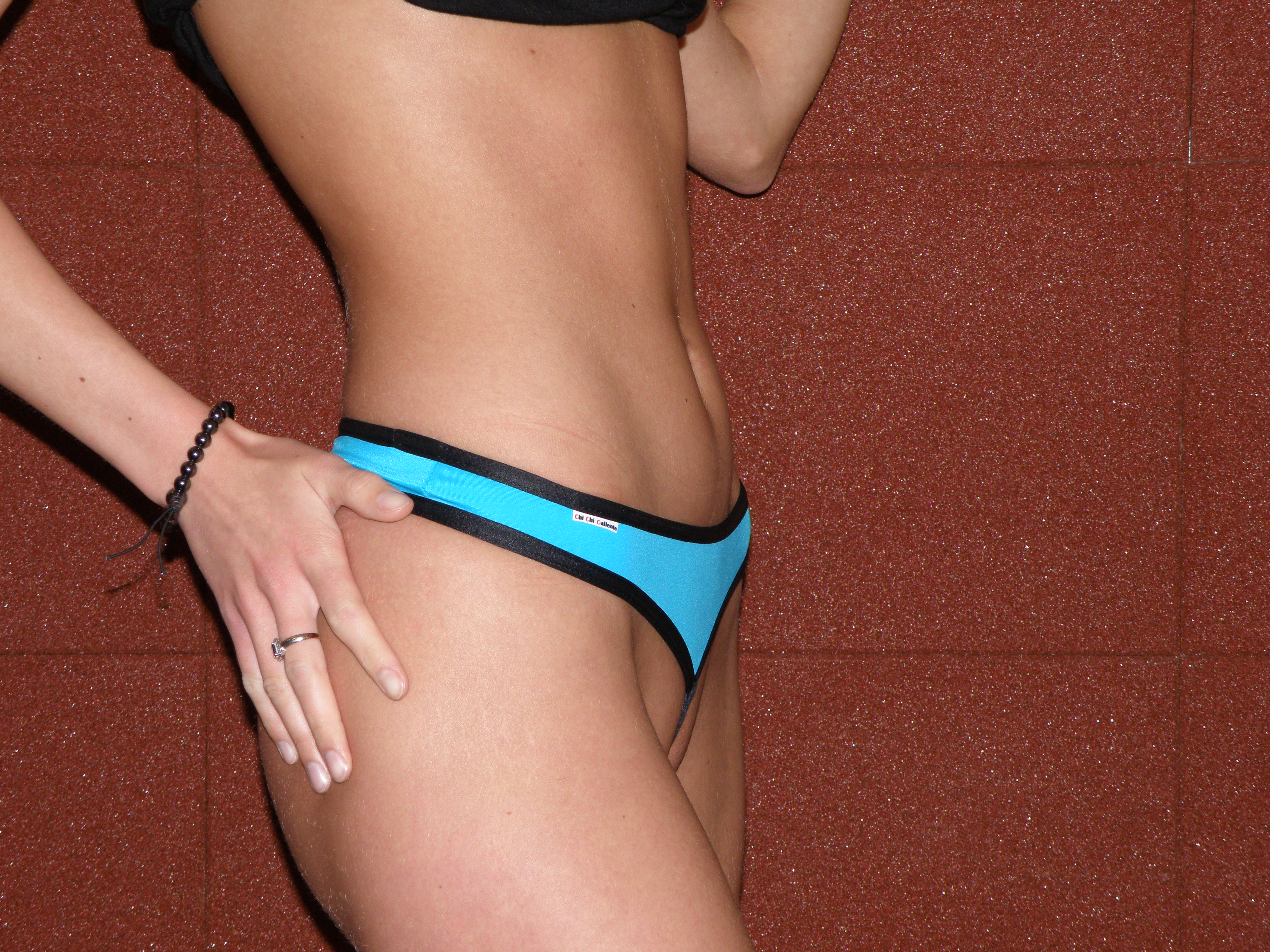
Kalhotky T-front tanga

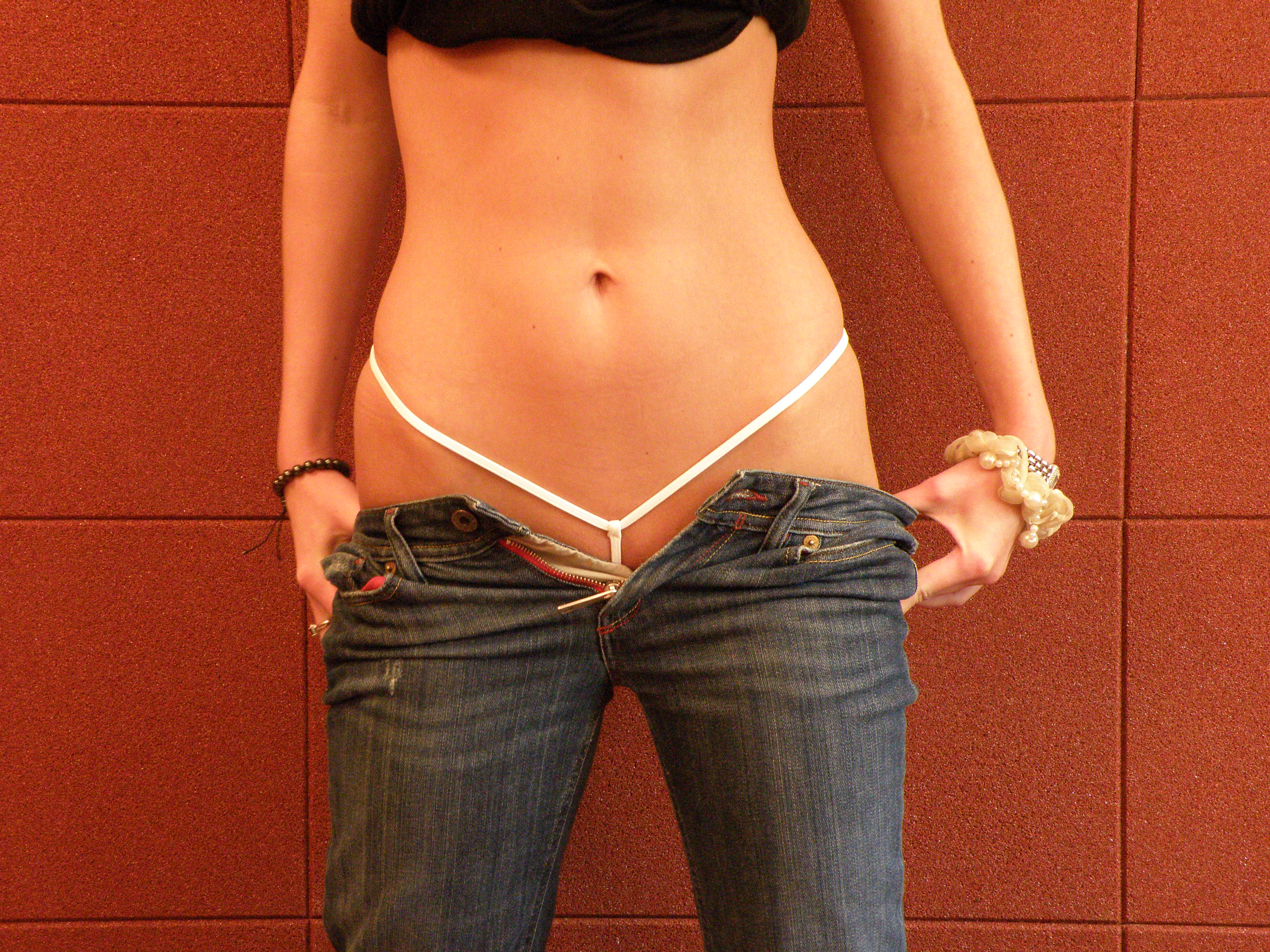
Kalhotky T-front string

T-front je oděv používaný buď jako spodní prádlo, nebo jako plavky, ve kterém je v přední dolní části pouze šňůrka. Neposkytuje žádné zakrytí, ale zachovává základních hygienické funkce spodního prádla. Střih T-front ponechává část nebo většinu genitálií nezakrytou. Zadní část je obvykle řešena jako tanga. Používá se také jako přídavné jméno u jiných typů oděvů, jako je například body nebo trikot v kontextu „T-front tanga“.

## Historie střihu T-front
Střih T-front pochází z tradičních oděvů starověkých lidských kultur, kde pásek mezi stydkými pysky poskytoval ochranu nejcitlivější a nechráněné části těla žen. - např. u brazilských kmenů se tento oděv nazýval uluri, a sliznici maximálně chránil a minimálně zakrýval. Mezi Eskymáky byla odpovídající šňůrka tak tenká, že byla prakticky neviditelná.

## Moderní T-front

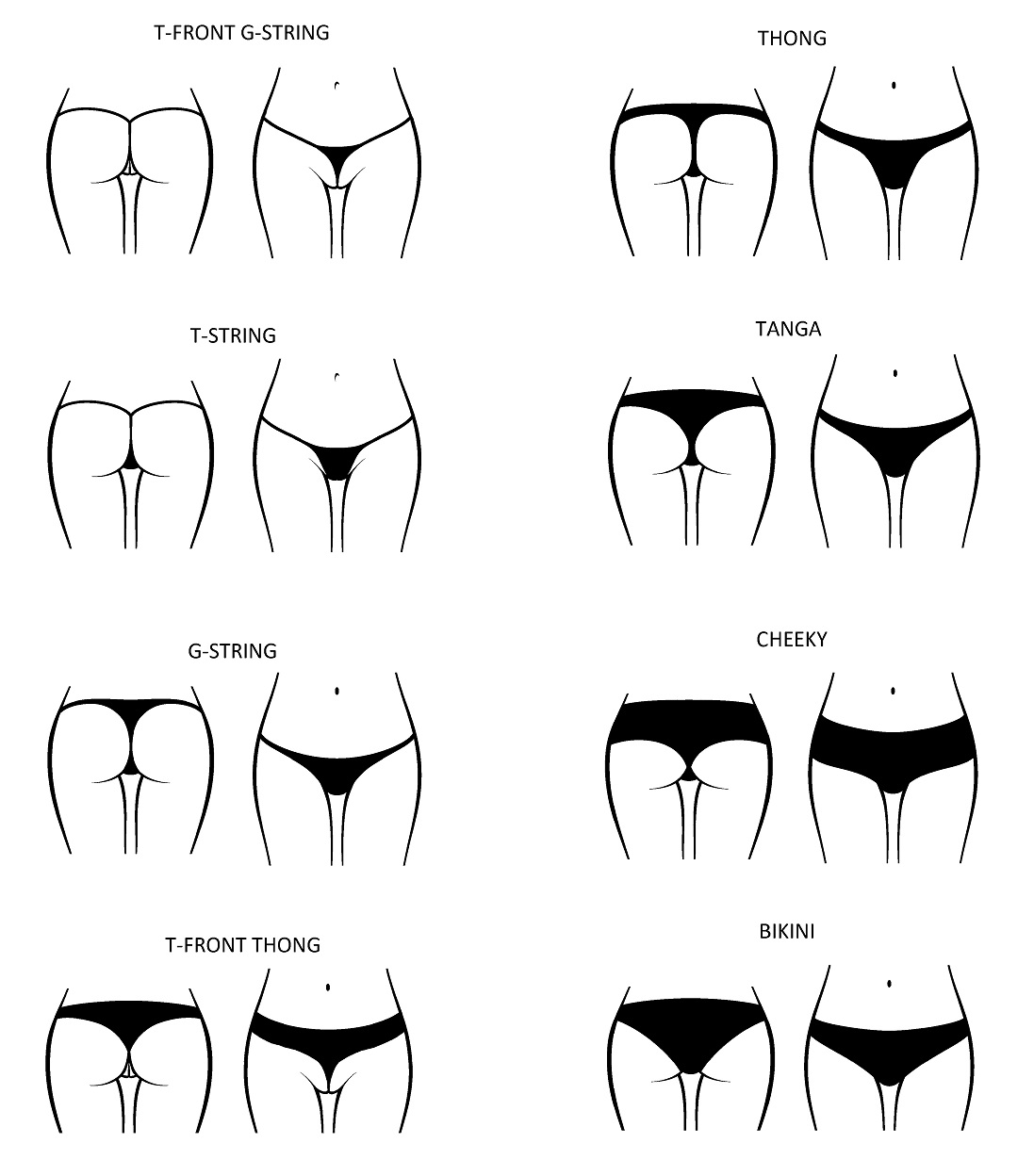
Porovnání střihu T-front u klasických kalhotek tanga a g-string

Moderní T-front prádlo se objevilo nejprve v Japonsku, kde je tento design (T フ ロ ン ト) poměrně populární. V německy mluvících zemích se používá název „overklit string“. Některé dnešní modely mají na šňůrku navlečené pravé či syntetické perly pro ozdobné a stimulační účely. Perlová verze T-front tang se stala populárním druhem spodního prádla po jejím uvedení v seriálu Sex ve městě stanice HBO TV v roce 2008. T-front spodní prádlo je obvykle tvořeno pouze šňůrkami, někdy s větším množstvím látky nebo krajky kolem pasu.
T-front je většinou navržen jako minimalistické spodní prádlo, ale některé firmy vyrábějí také plavky ve střihu T-front. T-front kalhotky se také vyrábějí jako doplněk nočních košilek. T-front kalhotky jsou většinou střihu tanga, ale existují také verze s plným zadním dílem.

## Zdravotní aspekty a použití
Hlavní výhodou prádla nebo trikotů T-front je skutečnost, že neomezují cirkulaci krve a lymfy v tříslech - na rozdíl od klasického (bikinového) střihu. Také při rytmických protipohybech nohou, ke kterým dochází při běhu, chůzi či tanci, nedochází ke kontaktu oděvu s pohybujícími se oblastmi pokožky, takže nemůže dojít k jejich podráždění . Zajímavým a patentovaným využitím kalhotek T-front tanga je prevence lehké močové inkontinence aplikací mírného tlaku přední části šňůrky na vyústění močové trubice nositelky.

## Další oděvy střihu T-front

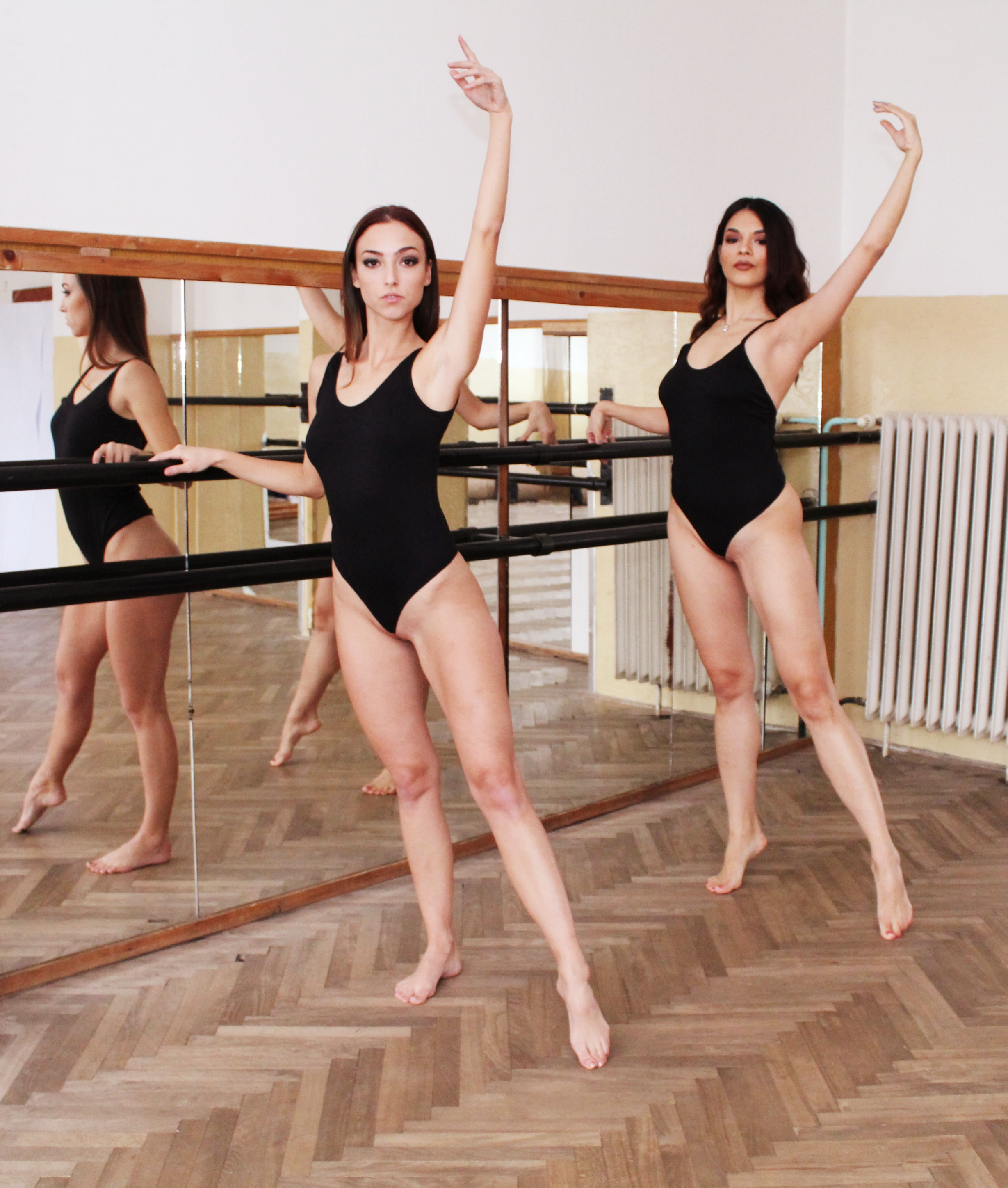
Dvě dívky cvičící v černých trikotech T-front

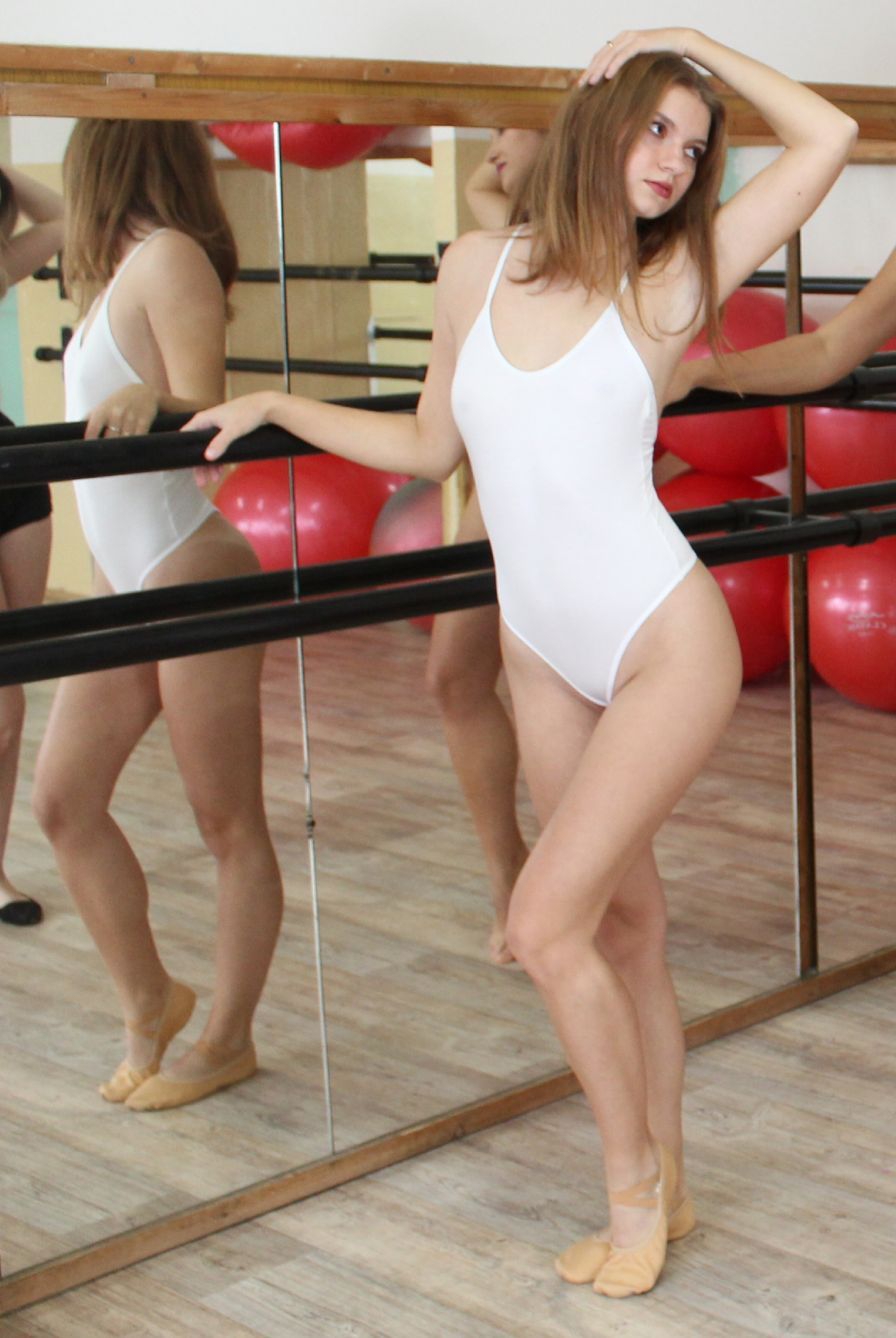
Tanečnice při protahování v trikotu T-front tanga

Ve střihu T-front se také vyrábějí dámská body a trikoty či dresy, obvykle s provedením zadní části tanga. Vzhledem ke střihu, odhalujícímu intimní partie, je styl T-front převážně určen k nošení pod další vrstvou oděvu - leginami, šortkami nebo delšími sukněmi. Pouze v některých tanečních klubech, které připravují kabaretní a go-go tanečnice, jsou trikoty střihu T-front používány pro tréninky i pro vystoupení bez dalšího zakrytí.